# Palazzo Garroni Carbonara
Il palazzo Garroni Carbonara è un edificio storico situato a Pavia, in Lombardia.

## Storia e descrizione
Le prime notizie che abbiamo sul palazzo risalgono al XVII secolo, all’epoca il proprietario era l’aromataio Carlo Verri che tra il 1646 e il 1674 ristrutturò l’edificio, modificando le aperture gotiche, nei documenti definite “fatte alla ducale”, con più “moderne” finestre e porte rettangolari. L’edificio era strutturato su due cortili, uno rustico e uno signorile, e al piano terreno ospitava, oltre alle spezierie anche altre attività. Tra il 1764 e il 1780 il palazzo fu acquistato dai De Filippi, che nel 1876 lo cedettero a Carlo Cazzani, attraverso il quale, per via ereditaria, passò nel 1930 al marchese Vittorio Garroni Carbonara di Genova, da cui prese il nome. Il palazzo fu poi acquisto, tra il 1950 e il 1973 dalla banca Ubi. La facciata dal gusto tardo neoclassico fu realizzata tra il 1845 e il 1846. Al piano terra si conservano, ai lati del portone, le aperture, con rivestimento in bugnato, delle botteghe, mentre il piano nobile si trovano finestre alternate a nicchie con bassorilievi e, al piano superiore, le finestre sono alternate a medaglioni con profili a bassorilievo. Internamente, il cortile fu dotato nell’Ottocento di portici, in gran parte tamponati nel corso del Novecento, mentre ancora si conserva il grande scalone settecentesco.

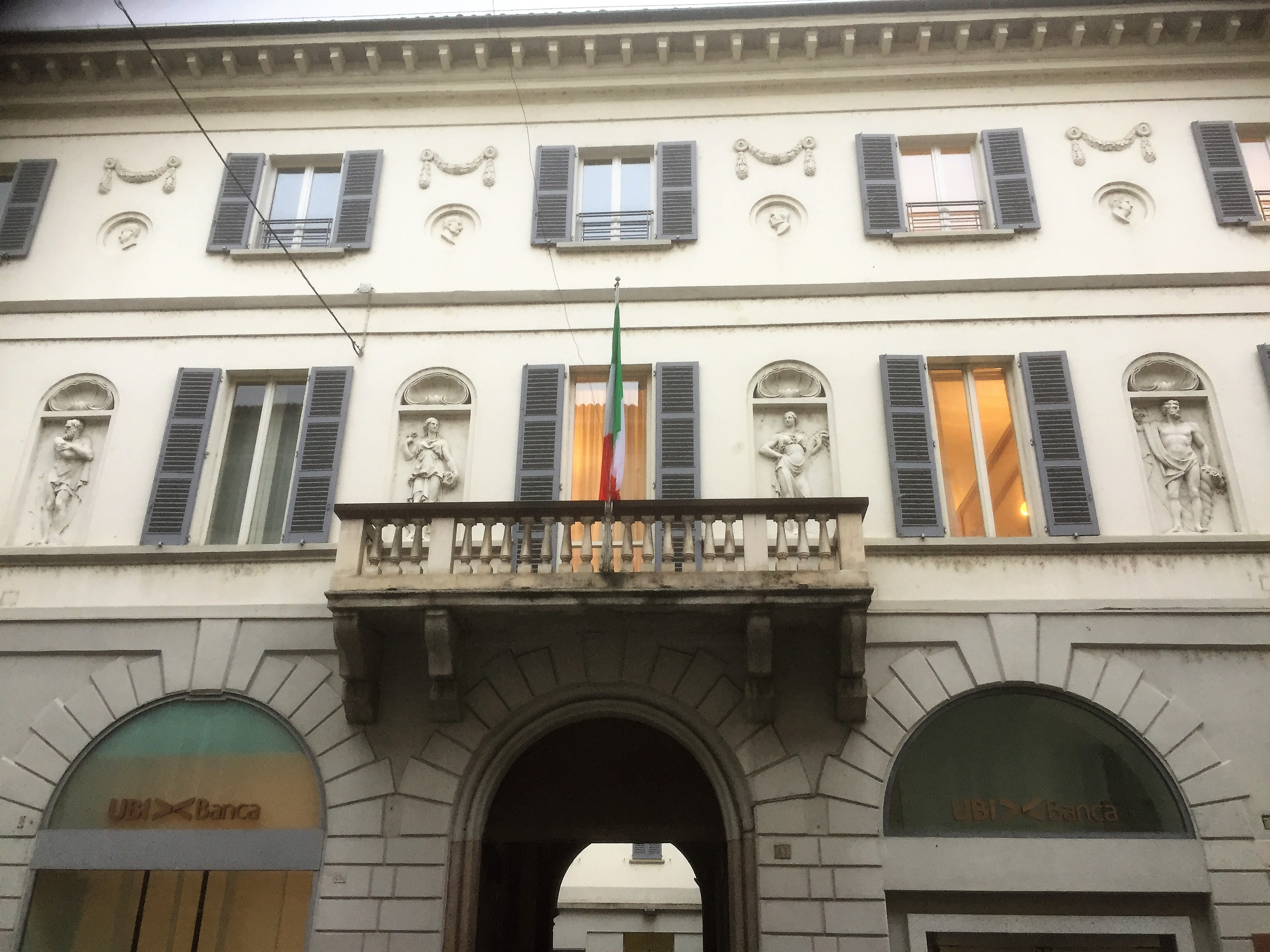
La facciata
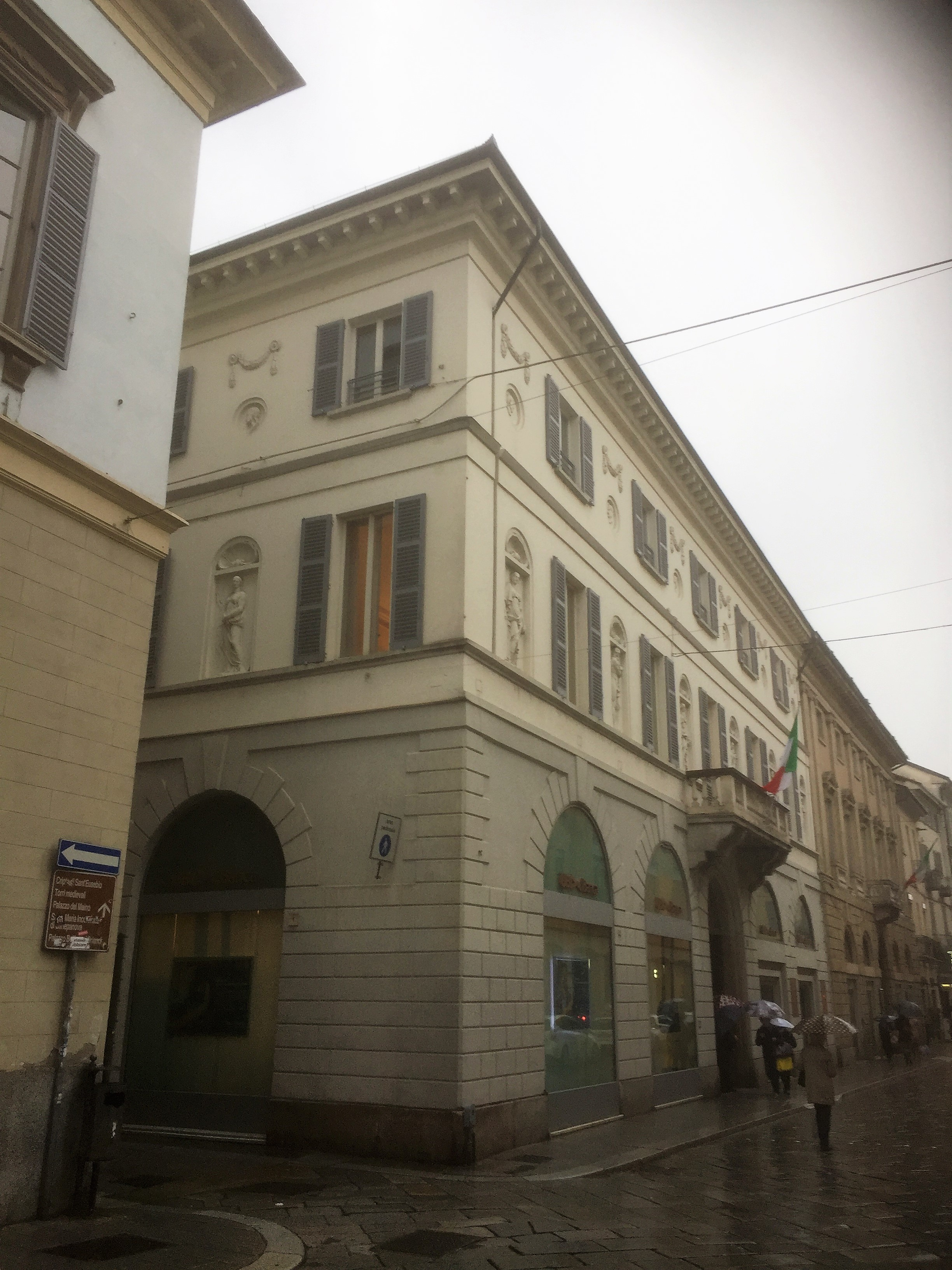
La facciata